# Dúsított urán

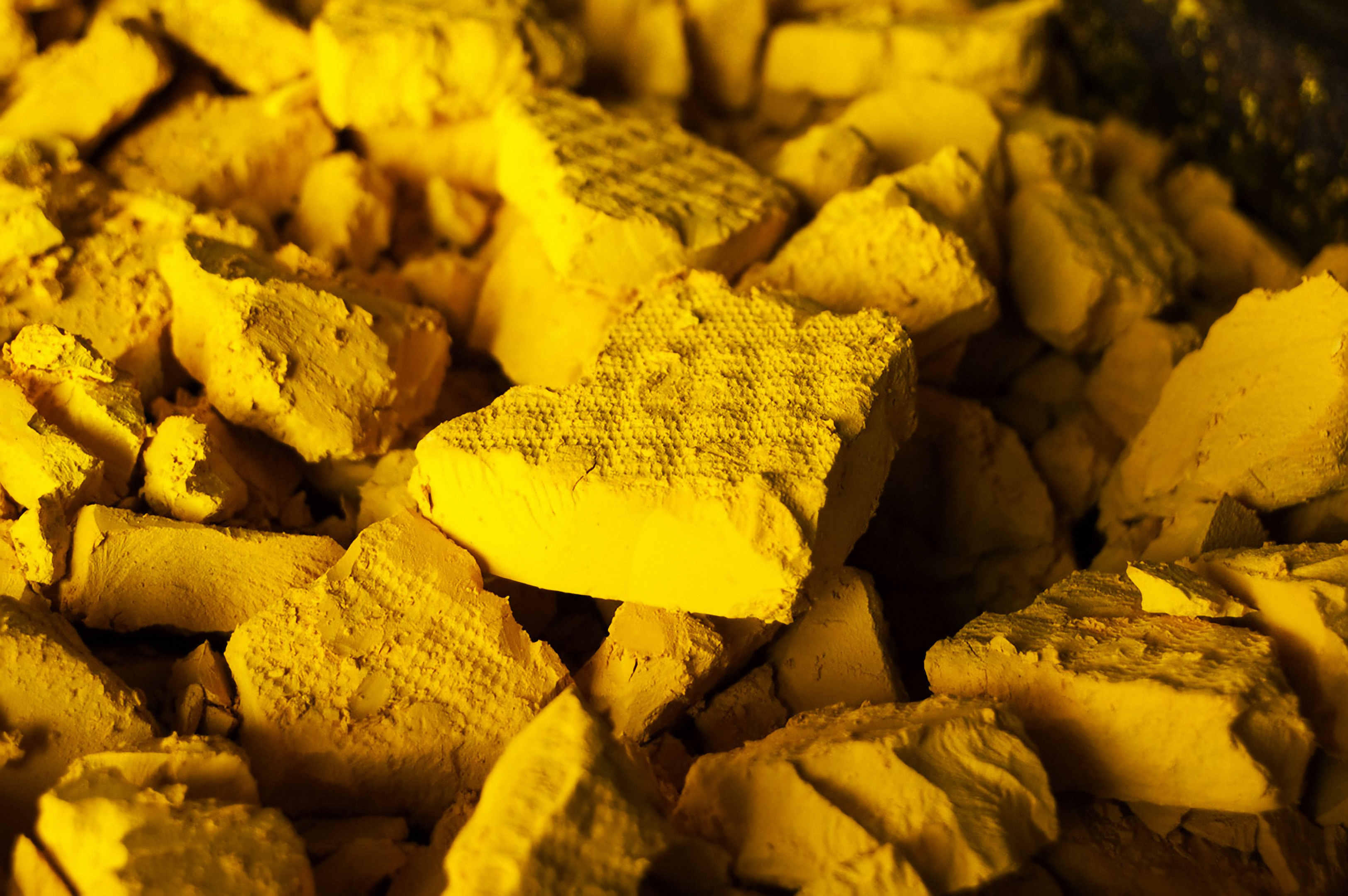
Az uránércből készült U_{3}O_{8} sárgás színű por, amit pogácsákká sajtolnak. A „sárga pogácsát” urán-hexafluorid gázzá alakítják, majd a dúsítás során különválasztják az ^{238}U izotópot és az atomfegyverekhez is szükséges ^{235}U hasadó izotópot

A uránnak két izotópja található a természetben: a 235-ös (0,72%) és a 238-as (99,28%) tömegszámú. Zárójelben a természetes uránban való részarányuk van feltüntetve. Elhanyagolható mennyiségű a 234-es tömegszámú urán, amely a 238-as leányeleme.
A 235-ös urán képezi az atomreaktorok üzemanyagát. Neutronbefogás után két kisebb magra bomlik, miközben 1–3 neutron szabadul föl (átlagosan 2,43). Ahhoz, hogy a láncreakció beinduljon, az egy hasadás során felszabadult neutronok közül legalább egynek egy újabb 235-öst kell hasítania. A 238-as izotóp azonban jó neutronelnyelő, így fékezi a láncreakció kialakulását. Az atomerőmű felépítésétől, valamint a moderátor anyagától függően a természetes urán 235-ös tartalmát 3-4%-ra kell növelni (összehasonlításképpen az atombombában 85% fölött kell hogy legyen a 235-ös urán részaránya). Az eljárást, melyben a hasadóképes 235-ös uránizotóp aránya az összes uránon belül nő nevezik urándúsításának, eredménye pedig a dúsított urán. A fennmaradó ún. szegényített urán (szinte tiszta 238-as) melléktermék, amit a katonaság használ fel lövedékek és páncélzat készítésére. Ennek a felhasználásnak semmi atomenergiai oka nincsen, hanem egyszerűen a lövedék tömegét növelik vele, hogy  a lövedék mozgási energiáját, így áthatolóképességét, rombolóerejét növeljék. A nagy tömeget kis méretben nagy sűrűségű anyaggal lehet elérni, hagyományosan erre ólmot használnak, melynek sűrűsége 11,34 g/cm3 a vasé csak 7,8, az uráné viszont 19. A nagy mennyiségben rendelkezésre álló, így olcsó szegényített uránt alkotó 238-as uránizotóp viszont alfa-sugárzó, felezési ideje 4,5 milliárd év, vagyis sugárzása elhanyagolható, viszont erősen mérgező. A becsapódó szegényített uránlövedékek a céltárgyban lassulva felhevülnek és párolognak, majd lehűlnek, valamit apró törmelékként szétszóródnak. Így a harctér nehézfémporral szennyeződik, amit lehetetlen összegyűjteni, de belélegezve a tüdőben megtapad, és tüdőrákot okoz. Ilyen módon vált szennyezetté az iraki sivatag számos része, mivel az amerikai A–10 Thunderbolt II (becenevén Warthog, vagyis varacskos disznó) csatarepülőgép 30 mm-es, óriás gépágyúja ilyen, a lövedék belsejében szegényített uránt tartalmazó töltényekkel tépte szét az iraki harckocsikat.
Az urán dúsítása nagy technikai nehézségekbe ütközik, mivel kémiailag a 235-ös azonos a 238-as izotóppal, így olyan eljárásokhoz folyamodnak, melyek a tömegkülönbségen alapszanak. Ilyenek a gázdiffúziós (más néven effúziós), a centrifugás, és a fúvókás módszer. Ehhez az uránt gázosítani kell (urán-hexafluorid, UF6), majd csak ezután következik a dúsítás.
Az atomerőművi néhány %-os dúsításhoz ugyanazon gépek szükségesek, mint a fegyvertisztaságú (90%-os) dúsításhoz.